# Josef Halter
Josef Halter (30. března 1811 Schwaz – 11. května 1872 Salcburk) byl rakouský katolický duchovní a politik německé národnosti ze Salcburska, během revolučního roku 1848 poslanec Říšského sněmu, později poslanec Říšské rady.

## Biografie
Po jistou dobu byl členem františkánského řádu. Vystudoval teologii v Salcburku. V roce 1835 byl vysvěcen na kněze. V roce 1841 získal titul doktora kanonického práva ve Vídni.
Během revolučního roku 1848 se zapojil do politického dění. V doplňovacích volbách v prosinci 1848 byl zvolen na rakouský ústavodárný Říšský sněm. Nastoupil poté, co rezignoval poslanec Mathias Gschnitzer. Zastupoval volební obvod Salcburk-město v Salcbursku. Uvádí se jako tajemník konsistoře. Patřil ke sněmovní levici. Na sněmu byl orientován liberálně. Je popisován jako vynikající řečník. Přispíval i do politického tisku.
Roku 1852 se stal kapitulárem kláštera v Mattsee. Roku 1856 byl zde ustanoven děkanem. Roku 1869 se stal proboštem kláštera.
Po obnovení ústavního způsobu vlády počátkem 60. let se opět zapojil do politiky. V letech 1861–1870 zasedal na Salcburském zemském sněmu a byl členem zemského výboru. Roku 1870 se stal náměstkem zemského hejtmana. V roce 1870 se rovněž stal poslancem Říšské rady (celostátní zákonodárný sbor), tehdy ještě volené nepřímo coby soubor delegátů zemských sněmů. Zastupoval Salcbursko. Byl sem zvolen za velkostatkářskou kurii. K roku 1870 se uvádí jako probošt kláštera, trvalým bytem v Mattsee.